# Сосна Энгельмана
Сосна́ Э́нгельмана, или сосна апа́чская (лат. Pinus engelmannii) — вид вечнозелёных хвойных деревьев рода Сосна семейства Сосновые (Pinaceae).
В прошлом вид считался разновидностью сосны жёлтой (лат. Pinus ponderosa).

## Распространение
Произрастает в северной части Мексики, в Западной Сьерра-Мадре, охватывая незначительные территории США — юго-запад штата Нью-Мексико и юго-восток Аризоны.

## Название
У данного вида два названия: первое — в честь Джорджа Энгельмана — американского ботаника и миколога немецкого происхождения, открывшего его в 1848 году, и второе — в честь коренного американского племени апачи, на земли которого и простирается ареал.

## Ботаническое описание
Вечнозелёное дерево, достигающее в высоту до 35 метров, со стволом до 80 сантиметров в диаметре. Имеет неправильную округлую крону. Кора тёмно-серая или коричневая, с возрастом делается красно-коричневой и имеет борозды.
Ветви толстые и редкие, что придаёт дереву особый вид. Обладает длинной хвоей, имеющей длину 20—40 сантиметров. Иглы поникающие, раскидистые и толстые, собраны в пучки по 3—5 штук. Цветки однодомные.
Шишки длиной 8—16 сантиметров, коричневые, имеют шиповидные чешуйки. Растут по 2—4. Семена длиной 8—9 миллиметров, тёмно-коричневые, обратнояйцевидные, являются съедобными.
Число хромосом 2n = 24.
|                                                                           |  |  |  |  |
| Слева направо: Форма кроны, лес из сосны Энгельмана, стробил, шишка, хвоя |  |  |  |  |

## Значение и применение
Сосна Энгельмана активно используется в коммерческих целях для получения древесины. Также она выращивается как декоративное растение и применяется в ландшафтном дизайне.